# David Moura
David Moura (24 de agosto de 1987) es un deportista brasileño que compite en judo.
Ganó una medalla en el Campeonato Mundial de Judo de 2017 y seis medallas en el Campeonato Panamericano de Judo entre los años 2014 y 2021. En los Juegos Panamericanos consiguió dos medallas, en los años 2015 y 2019.

## Carrera
En la Universiada de 2011, Moura ganó una medalla de bronce en la categoría Open.
Ganó su primera medalla de Grand Slam (el torneo que más puntos da en el ranking de judo después de los Juegos Olímpicos, el Mundial y el World Masters) en el Grand Slam de Río de Janeiro de 2012, donde ganó una medalla de bronce.
En el Grand Slam de Bakú de 2013, Moura llegó a la final, contra su compatriota brasileño Walter Santos, y se llevó la plata.
En la Universiada de 2013, Moura ganó su segunda medalla de bronce consecutiva en la categoría Open. 
En el Grand Slam de París 2014, Moura llegó a la final, perdiendo ante el japonés Ryu Shichinohe, llevándose la plata.
En el Campeonato Panamericano de Judo de 2014, Moura ganó una medalla de bronce en la categoría de peso pesado (+100 kg).
En el Campeonato Mundial de Judo de 2014, Moura llegó a las semifinales, pero perdió dos peleas seguidas y terminó sin medalla, terminando en quinto lugar.
2015 fue uno de los mejores años de la carrera de Moura. En abril, participando en el Campeonato Panamericano de Judo 2015 en Canadá, derrotó a su principal rival en Brasil, Rafael Silva (quien le quitó la plaza olímpica en 2012, 2016 y 2020) y obtuvo la medalla de oro (fue la única vez en su carrera que logró consagrarse campeón de este torneo). En junio, Rafael Silva sufrió una lesión y fue excluido de los Juegos Panamericanos, cediendo su lugar a Moura. En ese momento, Moura ocupaba el puesto 12 del ranking mundial en la categoría de peso pesado (+100kg). En los Juegos Panamericanos de 2015, Moura ganó su mayor título al ganar el oro en la categoría masculina de +100 kg, otro oro que no repitió más adelante en su carrera. Moura también participó en el Campeonato Mundial de Judo de 2015, donde fue eliminado en segunda ronda por el japonés Ryu Shichinohe, subcampeón del mundo en 2014, que acabó siendo nuevamente subcampeón del mundo este año. En octubre, también ganó la medalla de plata en el Grand Slam de París 2015.
En el Campeonato Panamericano de Judo 2016, Moura llegó a la segunda final consecutiva contra Rafael Silva, donde la pelea llegó al marcador de oro, ganando Silva; Moura consiguió plata.
En 2016, Moura también ganó tres bronces en los Grand Slams de París, Bakú y Abu Dabi.
2017 fue el mejor año de la carrera de Moura. En mayo de 2017, Moura ganó uno de sus mayores títulos individuales cuando se convirtió en campeón del Grand Slam de Ekaterinburg 2017. En el Campeonato Mundial de Judo 2017, Moura tuvo su mejor campaña en los campeonatos mundiales, llegando a la final y perdiendo solo ante el legendario judoca Teddy Riner, obteniendo la medalla de plata. En la modalidad por equipos mixtos obtuvo otra medalla de plata representando a Brasil. A principios de diciembre, ganó el bronce en el Grand Slam de Tokio 2017 y, en la última competición del año, el World Masters 2017 (el World Masters es la segunda competición más importante del circuito de judo después del Campeonato del Mundo), obtuvo una medalla de plata. Moura cerró 2017 como líder del ranking mundial en su categoría.
En el Campeonato Mundial de Judo 2018, Moura no hizo una buena campaña, quedando eliminado en su debut.
En el World Masters de 2018 en Guangzhou, Moura ganó la medalla de bronce.
En el Grand Slam de Ekaterinburg de 2019, Moura ganó una medalla de bronce.
En el Campeonato Panamericano de Judo 2019 celebrado en Lima, Perú, en abril, en otra final brasileña con Moura enfrentándose a Rafael Silva por tercera vez en la final de este torneo, Silva obtuvo su quinto oro en el Campeonato Panamericano de Judo y Moura, su segunda plata.
En los Juegos Panamericanos de 2019, en agosto, Moura, tercero en el ranking mundial en su categoría, acabó siendo derrotado por Andy Granda (quien luego se convertiría en campeón mundial), obteniendo el bronce.
En el Campeonato Mundial de Judo de 2019, que tuvo lugar justo después del Pan, Moura alcanzó los cuartos de final, perdiendo ante el coreano Kim Min-jong. En la modalidad por equipos mixtos obtuvo medalla de bronce representando a Brasil.
En el Grand Slam de Brasilia 2019, Moura ganó una medalla de plata.
En el Campeonato Panamericano de Judo 2020, Moura ganó una medalla de bronce en la categoría de +100 kg y otra medalla de oro para la selección brasileña.
En el Campeonato Panamericano de Judo 2021 celebrado en Guadalajara, México, en otra final brasileña con Moura (entonces 11º del mundo) enfrentándose a Rafael Silva (entonces 10º del mundo) por cuarta vez en la final de este torneo, Silva obtuvo su sexto oro en el Campeonato Panamericano de Judo, y Moura, su tercera medalla de plata.
En el Grand Slam de Kazán de 2021, Moura ganó una medalla de bronce.
En el Campeonato Mundial de Judo 2021, Moura ganó el primer combate, pero fue eliminado en octavos de final. En la modalidad por equipos mixtos, ganó una medalla de bronce representando a Brasil.
A finales de 2021, con 34 años, Moura anunció su retirada del deporte profesional para dedicarse al proyecto social Instituto Reação. En abril de 2022 asumió el cargo de subsecretario de deportes del estado de Mato Grosso.

## Palmarés internacional
| Campeonato Mundial      | Campeonato Mundial   | Campeonato Mundial | Campeonato Mundial |
| Año                     | Lugar                | Medalla            | Categoría          |
| ----------------------- | -------------------- | ------------------ | ------------------ |
| 2017                    | Budapest (Hungría)   | Medalla de plata   | +100 kg            |
| 2017                    | Budapest (Hungría)   | Medalla de plata   | Equipo mixto       |
| 2019                    | Tokio (Japón)        | Medalla de bronce  | Equipo mixto       |
| 2021                    | Budapest (Hungría)   | Medalla de bronce  | Equipo mixto       |
| Juegos Panamericanos    |                      |                    |                    |
| Año                     | Lugar                | Medalla            | Categoría          |
| 2015                    | Toronto (Canadá)     | Medalla de oro     | +100 kg            |
| 2019                    | Lima (Perú)          | Medalla de bronce  | +100 kg            |
| Campeonato Panamericano |                      |                    |                    |
| Año                     | Lugar                | Medalla            | Categoría          |
| 2014                    | Guayaquil (Ecuador)  | Medalla de bronce  | +100 kg            |
| 2015                    | Edmonton (Canadá)    | Medalla de oro     | +100 kg            |
| 2016                    | La Habana (Cuba)     | Medalla de plata   | +100 kg            |
| 2019                    | Lima (Perú)          | Medalla de plata   | +100 kg            |
| 2020                    | Guadalajara (México) | Medalla de bronce  | +100 kg            |
| 2021                    | Guadalajara (México) | Medalla de plata   | +100 kg            |